# Championnat d'Italie de rugby à XV 1937-1938
Navigation
Serie A 1936-1937 Serie A 1938-1939
Le Championnat d'Italie de rugby à XV 1937-1938 est la 10e édition de l'histoire du rugby à XV. Le format est le même que lors de la saison précédente et l'Amatori Milan remporte pour la 8e fois le titre.

## Équipes participantes
Les huit équipes participantes sont les suivantes :
| - AS Roma - Amatori Milan - GUF Torino - GUF Bologna | - GUF Milan - GUF Genova - GUF Padova - GUF Roma |

## Résultats
| Rang | Club                | J  | V  | N | D  | Pm  | Pe  | Diff | Pts |
| ---- | ------------------- | -- | -- | - | -- | --- | --- | ---- | --- |
| 1    | Amatori Rugby Milan | 14 | 13 | 1 | 0  | 309 | 46  | +263 | 27  |
| 2    | GUF Torino          | 14 | 12 | 1 | 1  | 181 | 69  | +112 | 25  |
| 3    | GUF Roma            | 14 | 7  | 1 | 6  | 96  | 143 | -47  | 15  |
| 4    | AS Roma             | 14 | 8  | 0 | 6  | 123 | 140 | -17  | 14¹ |
| 5    | GUF Bologna         | 14 | 6  | 1 | 7  | 59  | 126 | -67  | 13  |
| 6    | GUF Genova          | 14 | 2  | 3 | 9  | 102 | 198 | -96  | 9   |
| 7    | GUF Padova          | 14 | 2  | 1 | 11 | 59  | 128 | -69  | 4   |
| 8    | GUF Milan           | 14 | 2  | 0 | 12 | 81  | 160 | -79  | 4   |

¹L'AS Roma est sanctionnée de 2 points de pénalité.
|  | Vainqueur (no 1) |

Attribution des points :  victoire : 2, match nul : 1, défaite : 0.

## Vainqueur
| Entraîneur |                        |                                               |
| Avants     | Pilier                 | Aymonod, Fanti, Maschi, Poggi                 |
| Avants     | Talonneur              | Cicogna, Monti                                |
| Avants     | Deuxième ligne         | Aloisio, Brambati, Maestri, Monguzzi, Zamboni |
| Avants     | Troisième ligne aile   | Bevilacqua, Sgorbati                          |
| Avants     | Troisième ligne centre | Cazzini                                       |
| Arrières   | Demi de mêlée          | A. Barzaghi III, Becca, Gorni, Maffioli       |
| Arrières   | Demi d'ouverture       | Barutta, Centinari II                         |
| Arrières   | Centre                 | Cova, Re Garbagnati, Testoni                  |
| Arrières   | Ailier                 | Bottonelli, Campagna, Ghezzi, Visentin        |
| Arrières   | Arrière                |                                               |